# Селангор II
Футбольний клуб Селангор ІІ (англ. Selangor F.C. II, малай. Kelab Bola Sepak Selangor 2) — футбольний клуб з міста Шах-Алам, резервна команда клубу «Селангор».
Заснований в 1967 році як частина спортивно-оздоровчого клубу для Пербаданан Кемаджуан Негері Селангор (малай. Kelab Sukan dan Rekreasi Perbadanan Kemajuan Negeri Selangor), або скорочено ПКНС.
В кінці 2019 року клуб був об'єднаний з «Селангором», ставши резервною командою, і отримав назву «Селангор II», оскільки Малайзійська футбольна ліга забороняє резервним командам мати імена, що відрізняються від батьківської команди. Також резервні команди в Малайзії не можуть грати в тому ж дивізіоні, що і їх перша команда і тому не мають права на підвищення в Суперлігу Малайзії. Резервним командам також більше не дозволяється брати участь у змаганнях за кубок.

## Історія
Державна корпорація розвитку Селангор (малай. Perbadanan Kemajuan Negeri Selangor) (ПКНС) 1967 року створила Клуб спорту та відпочинку для своїх працівників, що займаються спортивно-оздоровчою діяльністю. Футбольна команда зробила собі ім'я в 1970-х і 1980-х роках, будучи однією з команд в державних турнірах штату Селангор та Лізі Футбольної асоціації Малайзії (ФАМ) на національному рівні. ПКНС вперше виграв Кубок ФАМ у 1978 році.
Після перемоги в Кубку ФАМ у 2003 році клуб сформував професональну футбольну команду ПКНС (PKNS FC). У 2012 ПКНС вперше вийшов до Суперліги Малайзії, вищого дивізіону країни, після перемоги у Прем'єр-лізі в сезоні 2011. Клуб кілька сезонів грав у вищому дивізіоні країни, перш ніж вилетів назад у другий дивізіон у сезоні 2014 року. Але, провівши два роки в Прем'єр-лізі, клуб знову потрапив до першого дивізіону у 2017 році.
У 2016—2019 роках клуб виступав у Суперлізі і 2018 року здобув свій найкращий результат — третє місце чемпіонату, але перед сезоном 2020 року команда об'єдналась із «Селангором», ставши його резервною командою, через що була понижена у до Прем'єр-ліги. Новим головним тренером став німець Міхаель Файхтенбайнер, який також став виконувати функції Технічного директора.

## Досягнення

### Ліга
- Прем'єр-ліга Малайзії
  - Переможці (1): 2011
  - Другі (1): 2016
- Ліга ФАМ
  - Переможці (3): 1978, 1979, 2003

### Кубок
- Кубок Футбольної асоціації Малайзії
  - Фіналіст (1): 2016